# Manuel García Viñolas
Manuel Augusto García-Viñolas (Murcia, 13 de enero de 1911-Madrid, 26 de junio de 2010) fue un periodista, escritor y crítico de literatura y arte español.

## Biografía
Nació en Murcia en 1911. Estaba diplomado en Periodismo y doctorado en Derecho.
Su primer trabajo en un periódico fue en La Verdad, de Murcia. A comienzos de los años 30 llegó a Madrid, comenzando a trabajar en El Debate, periódico con el que ejerció de corresponsal en El Vaticano.
Afiliado a la Falange, se sumó a las filas del bando nacional tras estallar la Guerra Civil, estableciéndose en Burgos.
En 1938, en plena contienda, fue nombrado director general de Cinematografía y Propaganda. La primera producción del departamento, realizada por el propio García-Viñolas, fue el documental de propaganda franquista Prisioneros de guerra, con imágenes de los internos de las Brigadas Internacionales presos en el campo de concentración de San Pedro de Cardeña y que hacía apología de la conversión forzada (al catolicismo y, a la vez, a la causa fascista) de los prisioneros políticos republicanos «como momento culminante del desarrollo histórico universal».
En 1940 fundó el Círculo Cinematográfico Español (Circe), un centro cultural donde se reunía la profesión cinematográfica para intercambiar ideas, asistir a
conferencias, consultar libros y revistas especializadas o participar en sesiones de cineclub, todas ellas actividades cuyo cometido era mejorar la cohesión y la formación
de los profesionales y, por lo tanto, la calidad del cine español.
Fue director del Teatro Nacional durante una breve etapa, cargo al que accedió debido al fallecimiento de su antecesor, Felipe Lluch Garín.
Asimismo estuvo de agregado cultural en las Embajadas de España en Río de Janeiro y Lisboa.
Es uno de los fundadores del NO-DO, noticiario que se proyectó de forma obligatoria en todos los cines españoles entre 1942 y 1976 y ya de forma voluntaria hasta 1981.
Asimismo también fue uno de los fundadores de la revista de cine Primer Plano, que funcionó entre durante un breve periodo de tiempo (1940-1942). Fue crítico de arte en el diario Pueblo durante 17 años.
Era amigo de gran número de intelectuales y artistas, tales como Dalí, Alberti o García Lorca. También fue legionario, diplomático y un gran coleccionista de arte.
Falleció en Madrid a los 99 años.

## Filmografía
- Prisioneros de guerra (1938).
- 18 de julio (1938).
- La llegada de la Patria (1939).
- Boda en Castilla (1941).
- A los pies de usted (1945).
- Donaire de España (1963).
- Arte de América y España (1963).

## Libros
- Los pasos contados (1962).
- Viaje a las tierras de Adán.
- Del Brasil, Brasilia.
- El arte de tentar.

## Premios
- Premio Nacional Francisco Franco de Periodismo.
- Premio Internacional de Venecia de Cine.

## Condecoraciones
- Medalla de Oro de la Asociación Española de Críticos de Arte (AECA), de la que era socio de honor.
- Gran Cruz de la Orden del Mérito Civil (1965).[7]